# Birulia
Birulia is een geslacht van kreeftachtigen uit de klasse van de Malacostraca (hogere kreeftachtigen).

## Soorten
- Birulia kishinouyei (Yokoya, 1930)
- Birulia sachalinensis Bražnikov, 1903